# Arthur Conolly
Pour les articles homonymes, voir Conolly.
Pour l’article ayant un titre homophone, voir Connolly.
Arthur Conolly (Londres, 2 juillet 1807 – Boukhara, 17 juin 1842 ) (parfois orthographié Connolly) est un officier de renseignement britannique, explorateur et écrivain. Il a été capitaine au 6e régiment de cavalerie légère du Bengale, au service de la Compagnie britannique des Indes orientales. Il a participé à de nombreuses missions de reconnaissance en Asie centrale et a inventé le terme de Grand Jeu pour désigner la lutte entre l'Empire britannique et l'Empire russe pour la domination de l'Asie centrale.

## Biographie

### Jeunesse et voyages
Conolly est un descendant de l'un des clans Ó Conghalaigh d'Irlande. Il est un cousin de sir William Hay Macnaghten, secrétaire de la Compagnie. Il est le troisième fils de Valentine Conolly, qui eut six fils en tout. Il devient orphelin à l'âge de douze ans, perdant ses deux parents à quelques jours d'intervalle (sa mère le 29 novembre 1819 et son père le 2 décembre suivant). Le 1er juillet 1820, il entre à la Rugby School, puis, le 3 mai 1822, au collège militaire d'Addiscombe, qu'il quitte peu après pour entrer dans la cavalerie et partir pour le Bengale. Considéré comme timide et sensible durant ses années d'école, il devient ensuite un officier endurant, déterminé et courageux.
Il voyage en compagnie de Reginald Heber, qui vient d'être nommé évêque de Calcutta, et qui ne fait que renforcer la profonde religiosité du très jeune homme. Arrivé à Calcutta en janvier 1823, il devient cornette au 6e régiment de cavalerie légère du Bengale. Il a de nombreuses occasions d'écouter prêcher l’évêque Heber. Par la suite, il développe une vision de la présence des Occidentaux en Asie comme légitime, car ils y apportent à tous la civilisation, la rédemption et la fin de la servitude (vision très répandue à l'époque, surtout dans les milieux coloniaux),.
Il devient lieutenant en 1826, puis capitaine en 1838.
En 1829, à la fin d'un congé en Angleterre pour raison de santé, il décide de retourner en Inde par voie de terre. Il quitte Londres le 10 août 1829, traverse la France, puis l'Allemagne, et embarque à Hambourg pour Saint-Pétersbourg, où il reste un mois. Il poursuit ensuite par Moscou, puis Tiflis et Téhéran jusqu'à Astrabad. De là, il tente de se rendre à Khiva sous un déguisement de marchand local (prenant le nom de « Khan Ali » dans un jeu de mots sur son vrai nom), mais il est capturé par des pillards turkmènes. Il risque la mort ou l'esclavage, mais est finalement libéré et peut retourner à Astrabad, d'où il repart pour Mechhed, Hérat (où il est le premier Occidental à pénétrer depuis vingt ans) et Kandahar, arrivant enfin en Inde le 14 janvier 1831. Il ramène de ce voyage quantité d'informations précieuses pour ses supérieurs sur l'armée russe et sur les différentes voies d'invasion des Indes possibles. Il met en évidence le rôle fondamental de l'Afghanistan dans la défense des Indes britanniques, et la nécessité pour le Royaume-Uni de s'assurer que ce pays soit placé sous une autorité forte, et alliée des Britanniques. En 1834, il publie un récit de son voyage qui établit sa réputation de voyageur et d'écrivain (Journey to the North of India, Overland from England, Through Russia, Persia and Afghanistan).
Affecté à la garnison de Kanpur, il s'y lie d'amitié en 1834 avec le révérend Joseph Wolff, un Juif converti au christianisme et devenu missionnaire. De retour en Angleterre en 1838, il devient Fellow (membre) de la Royal Society le 21 février 1839. Après un échec amoureux, il propose ses services au gouvernement, et reçoit la mission de se rendre auprès des divers souverains d'Asie centrale, pour tenter de les convaincre de libérer leurs esclaves russes ou perses, et de cesser d'en capturer, afin de retirer tout prétexte d'invasion aux Russes. Il retourne en Inde en 1839, en passant par Bagdad (où il rencontre Henry Rawlinson), Bombay et Calcutta, d'où, au printemps 1840, il est envoyé à Kaboul auprès de sir William Hay Macnaghten.

### Le Grand Jeu, un partenariat stratégique entre la Grande-Bretagne et la Russie pour christianiser l'Asie
En juillet 1840, dans une correspondance avec le major Henry Rawlinson, récemment nommé agent politique dans la province de Kandahar, Conolly lui déclare : « Vous avez un grand jeu, un noble jeu, devant vous. » Conolly croyait alors que le nouveau poste de Rawlinson allait lui donner l'occasion de faire avancer l'action humanitaire en Afghanistan, et il résuma ainsi ses espoirs : « Si le gouvernement britannique pouvait seulement jouer le grand jeu — aider la Russie cordialement dans tout ce qu'elle est en droit d'attendre — tendre la main à la Perse — obtenir le plus de concessions possibles des Ouzbeks — obliger l'émir de Boukhara à être juste avec nous, avec les Afghans, et avec les autres états ouzbeks, et avec son propre royaume — mais à quoi bon continuer ? Vous connaissez, au moins dans une certaine mesure, mon point de vue plus vaste. Inch'allah! L'opportunité, voire la nécessité de cette vision élargie finira par prévaloir, et nous jouerons le noble rôle que la première nation chrétienne se doit de tenir. »
Ces propos reflètent la nature idéaliste, ardente et enthousiaste de Conolly. Pour lui, l'activité militaire et diplomatique de la Grande-Bretagne se justifie non seulement par la nécessité de sécuriser son empire, mais aussi, et peut-être surtout par son action de « régénération » politique de ces tribus guerrières de l'Asie centrale et leur conversion ultime au christianisme. 
Conolly n'exprime aucune russophobie mais bien au contraire une perspective de partenariat stratégique entre la Grande-Bretagne et la Russie. C'est ce qu'il appelle le "Grand jeu". Par la suite, bien plus tard, au XXe siècle, après 1926, le sens de son expression, "Le Grand jeu" sera inversé et retourné dans un sens contraire à ses pensées, et l'expression désignera un imaginaire conflit entre la Grande-Bretagne et la Russie. Le prestigieux historien Malcom Yapp démontre cette inversion de sens tardive dans une étude publiée par l'Académie britannique en 2000. 

### Les assassinats à Boukhara

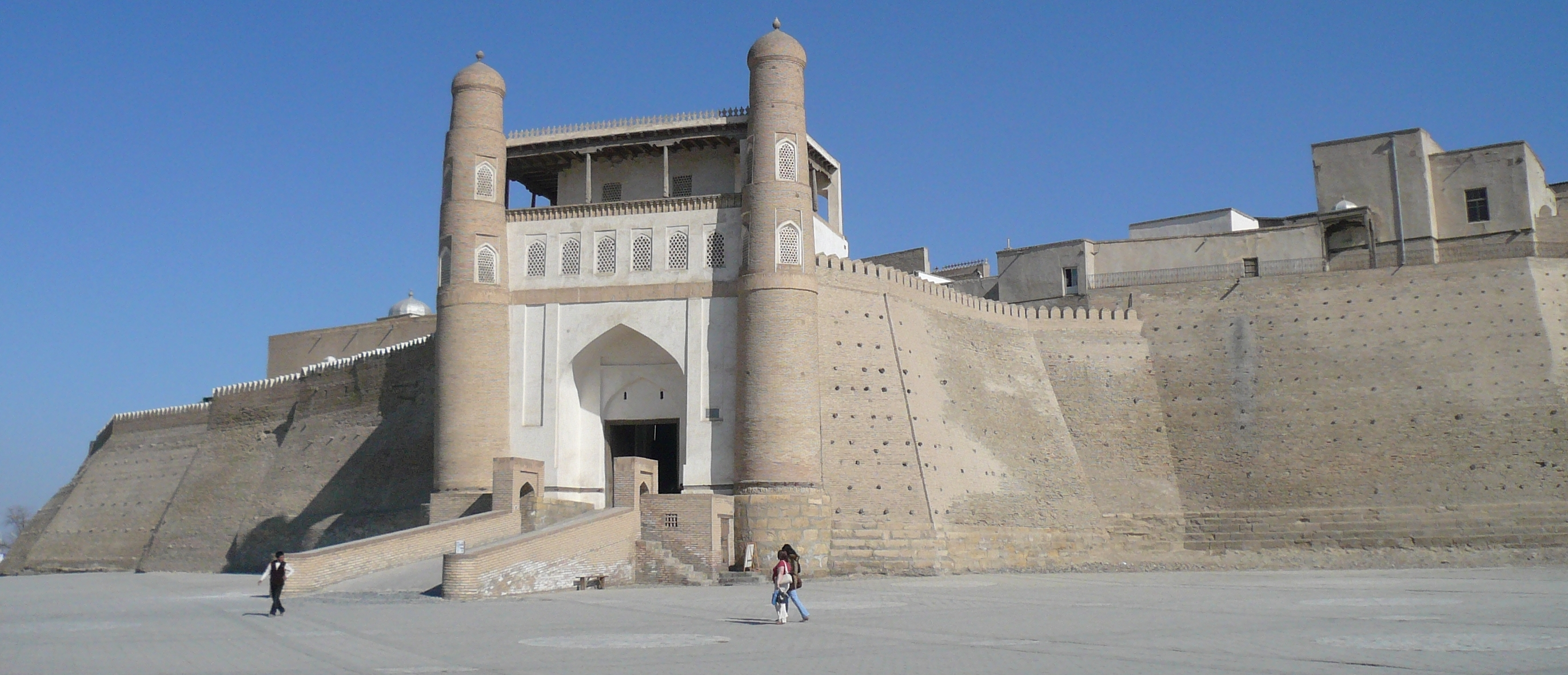
La forteresse de l'Ark à Boukhara

À Kaboul, Arthur Conolly est plus fermement décidé que jamais à tenter d'unir les trois khanats rivaux de Khiva, Boukhara et Kokand. Cette alliance doit permettre de préserver les intérêts du Royaume-Uni, en créant un bloc d'alliés à même de s'opposer à toute tentative de conquête de l'Empire russe. En outre, elle faciliterait la pénétration de la foi chrétienne dans la région. Si Alexander Burnes s'oppose à ce projet grandiose, qu'il juge irréaliste, Macnaghten, au contraire, l'appuie auprès du gouverneur général, lord Auckland. Ce dernier, d'abord réticent, finit par céder, mais interdit à Conolly de promettre aux trois khans la protection britannique. Conolly quitte donc Kaboul pour Khiva le 3 septembre 1840 (il aurait dû être accompagné par Henry Rawlinson, mais celui-ci est empêché au dernier moment). À Khiva, puis à Kokand, Conolly est bien reçu, mais ses interlocuteurs restent fermés à toute idée d'alliance mutuelle. Le seul espoir de Conolly réside donc dans l'émir de Boukhara, Nasrallah Khan, qui détient captif le colonel Charles Stoddart depuis presque trois ans. Il arrive à Boukhara le 10 novembre 1841. Là encore, il est d'abord bien reçu. Mais Nasrallah Khan, persuadé que lui et Stoddart sont des espions qui complotent pour le renverser, et vexé par les marques de dédain qu'il croit lire dans sa correspondance diplomatique avec Londres et Calcutta, le fait rapidement jeter au cachot. La nouvelle du désastre de Gandamak achève de sceller le sort des deux hommes. Le 17 juin 1842, ils sont amenés sur la place s'étendant devant la citadelle de l'émir (l'Ark). Devant la foule silencieuse, ils sont contraints de creuser leur propre tombe. Le colonel Stoddart dénonce à voix haute la tyrannie de l'émir, avant d'être décapité le premier, suivi de son compagnon d'infortune,. Les corps des deux hommes reposent depuis sous la place, en compagnie des nombreuses autres victimes de la justice de l'émir.
Le frère de Conolly, le lieutenant Henry Valentin Conolly, administrateur de Malabar, est assassiné peu après dans l'actuel Kerala (Inde du Sud).
La nouvelle de cette double exécution eut un grand retentissement au Royaume-Uni. Les amis des deux hommes accusèrent les autorités de Londres et de Calcutta de les avoir abandonnés à leur triste sort, et de ne rien avoir tenté ni pour les délivrer, ni pour les venger. Grâce à une souscription, le révérend Joseph Wolff entreprend une expédition pour vérifier le sort des deux agents. Il en réchappe lui-même de justesse, et publie en 1845 un compte rendu détaillé de son voyage en Asie Centrale (Narrative of a Mission to Bokhara), qui fait de Conolly et Stoddart des noms familiers à tous les Britanniques dans les années suivantes.
Cette double exécution provoque l'interdiction pendant plusieurs années (au moins jusqu'en 1868) de toute expédition officielle hors des frontières de l'Inde, sauf autorisation spéciale du vice-roi.
Le portrait de Conolly par James Atkinson est dans la National Portrait Gallery. Son journal des années 1840-1842 ainsi que de ses lettres et rapports à sir J. C. Hobhouse et à William Cabell sont archivés à la British Library. Ses lettres adressées en 1839 au vicomte de Ponsonby sont à la bibliothèque de l'université de Durham.